# Andreas Luthe
Andreas Luthe (Velbert, 10 marzo 1987) è un ex calciatore tedesco, di ruolo portiere.

## Carriera
Ha giocato nella prima divisione tedesca.